# Super XGA
SXGA (Super eXtended Graphics Array) is een standaard voor weergavemodus. SXGA is onderdeel van de VESA-standaard en heeft een resolutie van 1280×1024 pixels. Deze resolutie wordt veel gebruikt op 17-inch- en 19-inch-lcd-monitoren. De verhouding van deze resolutie is 5:4.
Een beeldverhouding van 4:3 heeft 1280×960 pixels en wordt, om verwarring te voorkomen, ook wel SXGA– genoemd.
CGA ·
EGA ·
XGA ·
Hercules ·
MDA ·
MCGA ·
QVGA ·
SVGA ·
SXGA ·
UXGA ·
VGA ·
WXGA